# Il cosmonauta
"Il cosmonauta" (Spaceman of Bohemia) è un romanzo di fantascienza scritto da Jaroslav Kalfař nel 2017.

## Trama
"Il cosmonauta" racconta la storia di Jakub Procházka, il primo cosmonauta indipendente della Repubblica Ceca. Ambientato in un futuro prossimo, Jakub viene scelto per una missione di otto mesi nello spazio, incaricato di esplorare una misteriosa nube di "polvere intergalattica" che orbita vicino a Venere. Questa nube, conosciuta come Chopra, è stata evitata dalle altre nazioni per i potenziali pericoli che comporta.
Jakub, cresciuto in un piccolo villaggio ceco, ha un passato difficile, segnato dalla vergogna del coinvolgimento del padre con il regime comunista. Determinato a costruire un futuro diverso per sé stesso e a riscattare l'onore della sua famiglia, Jakub accetta l'incarico nonostante le difficoltà e i rischi.
Durante la missione, Jakub lotta con la solitudine e l'isolamento dello spazio. Tuttavia, la sua solitudine viene interrotta dall'apparizione di un gigantesco aracnide alieno di nome Hanuš, che diventa suo compagno e confidente. Hanuš, invisibile agli strumenti di comunicazione della Terra, intrattiene conversazioni filosofiche con Jakub, mettendo in discussione le sue convinzioni e aiutandolo a confrontarsi con i suoi demoni interiori.
Mentre Jakub affronta le sfide della missione e le visioni del suo passato, si rende conto che la sua vera battaglia non è contro i pericoli dello spazio, ma contro i fantasmi del suo passato e le aspettative che si è imposto. La missione diventa un viaggio di introspezione, in cui Jakub esplora non solo l'ignoto dello spazio, ma anche i recessi più profondi della sua anima.
Alla fine, Jakub deve decidere se tornare sulla Terra e affrontare la realtà che ha lasciato o continuare la sua esplorazione dello spazio, cercando nuove verità su sé stesso e sull'universo.
"Il cosmonauta" è una storia di redenzione, scoperta e la ricerca di identità in un contesto di isolamento cosmico.

## Adattamento cinematografico
Nel giugno 2021, le riprese di Spaceman iniziarono a Praga, Repubblica Ceca.
Netflix nel 2024 pubblicò un adattamento del romanzo in un film intitolato Spaceman, diretto da Johan Renck, con una sceneggiatura di Colby Day e protagonista Adam Sandler e Carey Mulligan.